# George Moffat (père)
Pour les articles homonymes, voir George Moffat.
George Moffat (1810-  13 mai 1878) est un homme d'affaires et un homme politique canadien du Nouveau-Brunswick.

## Biographie
George Moffat naît en 1810, dans le Dumfries, en Écosse et arrive au Nouveau-Brunswick à l'âge de 20 ans, en 1830. Il s'installe à Dalhousie et devient marchand de bois.
Il se lance en politique dans la circonscription de Restigouche après la démission de John McMillan, mais est battu par William Murray Caldwell. À la mort de ce dernier, il est toutefois élu député conservateur à l'élection partielle qui s'ensuit le 29 novembre 1870. Il est ensuite réélu aux élections de 1872 et 1874, mais démissionne en décembre 1877.
Robert Moffat et George Moffat, ses deux fils, seront également députés de la même circonscription.